# Alteveer (Stadskanaal)
Alteveer is een streekdorp in de provincie Groningen (Nederland), in de gemeente Stadskanaal. Een aantal huizen aan de westzijde van het dorp horen echter bij gemeente Pekela. Het ligt tussen Onstwedde en Nieuwe Pekela. 
De naam betekent "al te ver" in de zin van afgelegen plaats. Alteveer wordt ook wel "de Poort van Westerwolde" genoemd. Het heeft 1.175 inwoners in 2023. Het dorp ligt aan weerszijden van de N365 en naast de N366.

## Tange-Alteveer
Het dorp wordt ook Tange-Alteveer genoemd terwijl, een samenvoeging van de gehuchten Tange en Alteveer. Zoals op de topografische kaart hiernaast is te zien heette voor de oorlog de hele oostelijke zijde van Alteveer tot voorbij de kerk, Tange. Tange is feitelijk een op een morene gelegen zanddorp. Alteveer is van oorsprong een langs het Alteveerkanaal gelegen veenkolonie, ontstaan in 1883. Het gedeelte dat nu wordt aangeduid als Tange, heette vroeger Huttenstreek. Dat gehucht is deels onderdeel van Tange en deels van de kom van Onstwedde geworden.

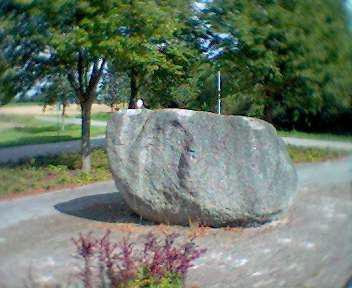
De kei van 30 ton voor het dorpshuis de Drijscheer die tussen Alteveer en Tange is opgegraven

Het woord tange is in Westerwolde gebruikelijk voor een zandrug in de door veen gedomineerde omgeving en is in dit geval gebruikt voor de morene die boven het veen uitstak. De benaming Veld van de Tange voor de gronden op de morene rond het dorp wijst er op dat dat vroeger heidevelden waren. In Alteveer zelf en even ten zuiden van het dorp (in Höchte) ligt een morene uit de ijstijd. De maximale hoogte van deze morene is tien meter boven NAP. Aan de noordoostelijke zijde van het dorp ligt de zandwinning van H.H. van der Velde B.V. Hier wordt wit zand gewonnen dat is aangevoerd door de voormalige rivier Eridanos. Dit witte zand heeft een zeer hoog kwartsgehalte en wordt bij een dochterbedrijf verwerkt en verpakt tot kwartsfilterzand.
Tange-Alteveer heeft veel armoede gekend. Tot ver in de 20ste eeuw waren er verschillende plaggenhutten. De laatste plaggenhut was tot 1941 bewoond en is na de dood van de bewoonster naar het Nederlands Openluchtmuseum in Arnhem overgebracht.
Door Alteveer loopt de bewegwijzerde fietsroute Stroomdalroute.
In Alteveer is een multifunctioneel dorpscentrum genaamd de Drijscheer, waar sportieve en culturele gebeurtenissen plaatsvinden. Voor dit gebouw ligt een zwerfsteen van 30 ton die in 1979 tussen Alteveer en Tange is opgegraven. Verder was de Coöperatieve aardappelmeelfabriek Alteveer in het dorp gevestigd. Deze is in 1909 gebouwd en is in de jaren 70 van de 20e eeuw gesloten en afgebroken. In Alteveer is het bedrijf Unitel gevestigd, dat in 2001 de telegramdienst van KPN telecom heeft overgenomen. Er is een basisschool: de christelijke basisschool De Höchte. De openbare basisschool 't Zonnedal is in 2015 gesloten.